# Rocinela belliceps
Rocinela belliceps là một loài chân đều trong họ Aegidae. Loài này được Stimpson miêu tả khoa học năm 1864.